# Ferdinand Hellers
Ferdinand Hellers, född 28 januari 1969, är en svensk stormästare i schack.
Redan vid tolv års ålder, år 1981, visade sig Hellers vara en stor schacktalang då han vann junior-SM. Som 16-åring blev han europamästare för juniorer och vann öppna svenska mästerskapet för seniorer. 1988 blev han stormästare, och strax därefter tog juridikstudierna överhanden, och idag har Hellers lagt schackspelandet på hyllan.
Hellers är idag en ofta anlitad konkursadvokat.

## Utmärkelser
Schackgideon 1984 och 1988.